# スモール・スイス・ハウンド
スモール・スイス・ハウンド（英: Small Swiss Hound）は、スイス原産の短足のセントハウンド犬種である。ドイツ語（現地語）ではシュヴァイツェリシャー・ニーダーラウフフント（独: Schweizerischer Niederlaufhund）という。ニーダーラウフフントとは、「小さい嗅覚ハウンド」という意味である。毛色や被毛のタイプによって、4種類に分けられている。

## 歴史
スモール・スイス・ハウンドはスイス・ハウンドの脚を短くした犬種である。19世紀末から20世紀初頭のスイスでは、狩猟区画を細かく分割する新しい制度が導入されたが、狭い狩猟区域で狩りをするには、従来のスイス・ハウンドは脚が早過ぎた。また、当時ノロジカの生息数が増えていたため、俊足のイヌに追わせるとシカがパニックを起こすとして、アールガウ州、グラウビュンデン州、トゥールガウ州では体高40cm以上の猟犬の使用が禁じられた。このような事情により、足の短いハウンド（ダックスブラッケ）をスイス・ハウンドに交配することで、足が遅めの猟犬が作出された。1905年にスイス・ダックスブラッケ・クラブ（Schweizerischer Dachsbracken-Club、後にスイス・スモールハウンド・クラブ Schweizerische Niederlaufhund-Club）が発足した。1954年に国際畜犬連盟に公認された。
地域限定の希少種で、ほぼ全ての犬が原産地で実猟犬として使われている。

## 特徴
オスは体高35〜43cm、メスは33〜40cmを理想とする小型の猟犬である（前後2センチは許容される）。スイス・ハウンドより小型ながら、山岳地帯での猟に適した身体能力として、強靭でスタミナがあり、大きく歌うような吠え声を持つ。耳は長めの垂れ耳、尾は飾り毛のない垂れ尾。性格は忠実で従順、勇敢である。
スモール・スイス・ハウンドは、スイス・ハウンドと同じく、毛色と被毛のタイプによって以下の4種に分けられている。これらはすべてスイスの地方の名前を冠したもので、もともとの出身地を示している。なお、デズモンド・モリスはこれらを、バーニーズ・バセット、ジュラ・バセット、ルツェルン・バセット、シュヴィーツ・バセットと紹介している。
スモール・バーニーズ・ハウンド
スモール・バーニーズ・ハウンド（英: Small Bernese Hound, 独: Berner Niederlaufhund）は、ベルン州を原産とするバーニーズ・ハウンドと同じく、トライカラーの毛色を持つ。また、スモール・スイス・ハウンドのなかで唯一、スムースヘアとワイアーヘアの2つのコートタイプが存在する。ワイアーコートのものは眉毛や口髭があり、スムースコートのものとは違った顔立ちである。
スモール・ジュラ・ハウンド
スモール・ジュラ・ハウンド（英: Small Jura Hound, 独: Jura Niederlaufhund）は、ジュラ州を原産とするジュラ・ハウンドと同じ毛色を持つ。すなわち、ブラックの地色に目の上、頬、胸にタンのマーク（時には足にも）か、タンの地色にブラックのマントルかサドルバックである。毛質はスムースコートが標準だが、稀に固いダブルコートのものもある。
スモール・ルツェルン・ハウンド
スモール・ルツェルン・ハウンド（英: Small Lucerne Hound, 独: Luzerner Niederlaufhund）は、ルツェルン州を原産とするルツェルン・ハウンドと同じ毛色を持つ。すなわち、白地にグレーもしくはブラックの細かい斑が多く入り、更に黒の大きめの斑がある毛色である。この地色はブルーの印象を与える。また、目の上や頬、肛門の周囲などにタンマーキングがある。毛質はスムースコートである。
スモール・シュヴィーツ・ハウンド
スモール・シュヴィーツ・ハウンド（英: Small Schwyz Hound, 独: Schwyzer Niederlaufhund）は、シュヴィーツ州を原産とするシュヴィーツ・ハウンドと同じく、白地にイエローがかったレッド、もしくはオレンジ・レッドの斑の入った毛色を持つ。毛質はスムースコートである。
運動量は普通で、かかりやすい病気は椎間板ヘルニアや関節疾患などがある。